# ضريح عامر بن أبي وقاص
مقام وضريح الصحابي عامر بن أبي وقاص، يقع في «بلدة وقّاص» بالقرب من منطقة المشارع في الأغوار الشمالية، شمال غرب الأردن، وهو عبارة عن مسجد في داخله ضريح يُنسب للصحابي عامر بن أبي وقاص الذي شارك في فتوح الشام، والذي تُوفي في معركة اليرموك بعد إصابته بطاعون عمواس.
تم تجديد المقام والذي يقع على أرض مساحتها حوالي أربعة دونمات ويشتمل البناء على مصلى للرجال وآخر للنساء ومكتبة وسكن للامام وساحات وممرات ومواقف للسيارات، وبكلفة إجمالية 341 ألف دينار أردني.